# Соубридж, Джанет
Джанет Соубридж (англ. Janet Sawbridge) — фигуристка из Великобритании, серебряный призёр чемпионата мира 1965 года, серебряный призёр чемпионатов Европы 1964, 1965 и 1969 годов, четырёхкратная чемпионка Великобритании 1964, 1965, 1972 и 1975 годов в танцах на льду. До 1966 года выступала в паре с Дэвидом Хикинботтом, после этого выступала с Джоном Лэйном, затем с Питером Дэлби. Впоследствии занималась тренерской работой, была первым тренером  Джейн Торвилл и Кристофера Дина.

## Спортивные достижения
(с  Дэвидом Хикинботтом)
| Соревнования/Сезоны       | 1963 | 1964 | 1965 |
| ------------------------- | ---- | ---- | ---- |
| Чемпионаты мира           | 4    | 3    | 2    |
| Чемпионаты Европы         | 3    | 2    | 2    |
| Чемпионаты Великобритании | 2    | 1    | 1    |

(с  Джоном Лэйном)
| Соревнования/Сезоны       | 1966 | 1967 | 1968 | 1969 | 1970 | 1971 |
| ------------------------- | ---- | ---- | ---- | ---- | ---- | ---- |
| Чемпионаты мира           | 6    | 4    | 3    | 4    | 7    | 6    |
| Чемпионаты Европы         | 6    | 4    | 3    | 2    |      |      |
| Чемпионаты Великобритании | 3    | 3    | 3    | 2    |      |      |

(с Питером Дэлби)
| Соревнования/Сезоны       | 1971 | 1972 | 1973 | 1974 | 1975 |
| ------------------------- | ---- | ---- | ---- | ---- | ---- |
| Чемпионаты мира           |      | 4    | 4    | 5    |      |
| Чемпионаты Европы         | 5    | 3    | 4    | 4    |      |
| Чемпионаты Великобритании |      | 1    | 2    |      | 1    |